# Metropolitan Police Department of the District of Columbia

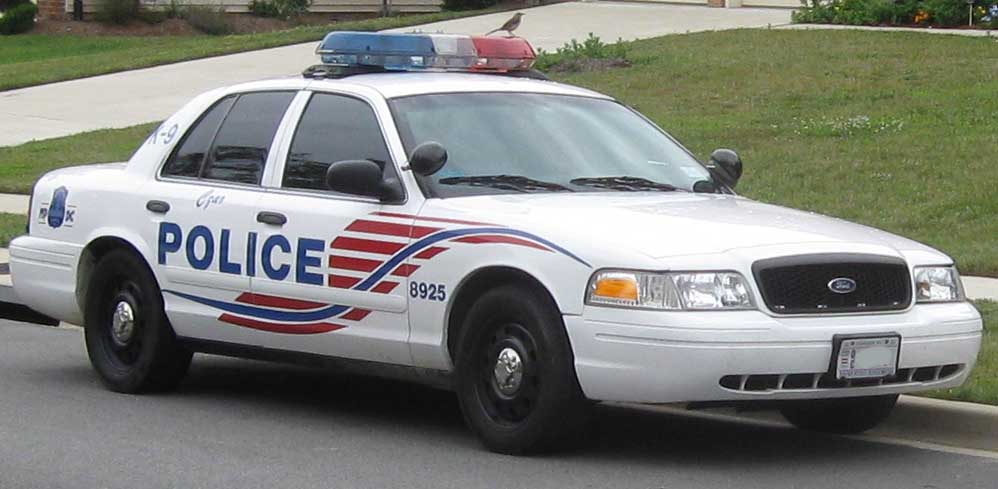
Ein Streifenwagen des MPDC

Das Metropolitan Police Department of the District of Columbia (kurz MPDC) in Washington, D.C. ist eine der 10 größten Stadtpolizeibehörden der Vereinigten Staaten. Ihre Zuständigkeit erstreckt sich über den District of Columbia, mit Ausnahme des Kapitols, des Weißen Hauses und den Nationalparks in der Stadt. Diese werden von der United States Capitol Police, der United States Park Police oder der United States Secret Service Police geschützt, die dem Bund direkt unterstehen.

## Geschichte
MPDC wurde 1861 auf Initiative von Präsident Abraham Lincoln gegründet. Sie begann ihren Dienst  mit zehn Sergants und weniger als 150 Streifenpolizisten. Erster Leiter der Behörde von 1861 bis 1864 war Chief William B. Webb. Im Jahr 1881 wurden die ersten Frauen beschäftigt, 1918 nahmen drei Polizistinnen die Arbeit im Women’s Bureau auf, das sich um weibliche Jugendliche und Frauen kümmerte, die mit der Polizei in Kontakt kamen.
2025 beschäftigte die Behörde etwa 3400 Polizisten und 600 weitere Angestellte. Seit Juli 2023 ist Pamela A. Smith Chief of Police.
Sie hatte ihre Laufbahn 1998 bei der United States Park Police begonnen und 2021 deren Leitung übernommen. Als Chief of Police ist sie die erste afroamerikanische Frau im Metropolitan Police Department.

### Rolle beim Sturm auf das Kapitol 2021
Das MPDC unter der Leitung von Robert J. Contee III als Acting Chief of Police hatte wesentlichen Anteil bei der Wiederherstellung von Sicherheit und Ordnung nach dem Sturm auf das Kapitol in Washington 2021.

### Home Rule Act von Präsident Trump
Im August 2025 stellte US-Präsident Donald Trump das Police Department nach dem Home Rule Act unter die Aufsicht des Justizministeriums der Vereinigten Staaten und entsandte 800 Angehörige der Nationalgarde am 12. August 2025 nach Washington. Er begründete seine Entscheidung mit
ausufernder Kriminalität. Bürgermeisterin Muriel Bowser hielt dem entgegen, dass die Gewaltkriminalität 2024 den niedrigsten Stand seit mehr als drei Jahrzehnten erreicht habe. Demokratische Politiker kritisierten den „ungerechtfertigten Griff nach der Macht“.
Justizministerin Pam Bondi scheiterte jedoch  bei dem Versuch, mit dem DEA-Chef Terry Cole einen „Notfall-Polizeipräsidenten“ einzusetzen und damit Polizeichefin Pamela Smith deren Befugnisse zu entziehen. Die Stadt erreichte, dass sich Cole
an Bürgermeisterin Smith wenden muss, um Anweisungen zu erteilen.